# 杨栋梁 (1916年)
杨栋梁（1916年月—1989年1月8日），曾用名杨文聚，男，直隶省定州周村乡北车寄村人。中国人民解放军开国大校。中共九大代表。列席参加了中共中央九届二中全会。

## 生平
曾在东北军第108师随营学校学习，因不满旧军队回家。1937年七七事变后参加革命，任定南县杨村区战动会青救会委员。1938年6月入伍，任定南县杨村区人民自卫武装大队军事干事。1938年8月加入中国共产党。任定南县人民自卫武装总队部军事干事，深泽县大队政治委员，冀中军区第7军分区独立2营政治委员，冀中军区第6军分区40区队政治委员，冀中军区第9军分区34区队政治委员，1945年7月任冀中9分区第28团政委，1945年9月初任“冀中（杨成武）纵队”第13旅（由冀中九分区组建）之第39团（第28团改称）政治委员。1946年6月24日，随部队改称晋察冀野战军第三纵队8旅24团任政委。1946年7月调任冀中军区独立第七旅第20团团长。随部队编入野战军为晋察冀第六纵队7旅20团任团长。晋察冀第六纵队16旅（原7旅改称）副旅长、第六十八军第203师师长。1953年7月13日开始的金城反击战中指挥了奇袭歼灭“白虎团”战斗；此战后升任第六十八军第一副军长兼参谋长。部队归国后，任第二十六军第一副军长兼参谋长。1967年8月10日调任江西省军区司令员。后兼任江西省革委会副主任。1970年兼任江西省委书记（当时设第一书记）。1972年4月免职接受审查。后任济南军区装甲兵顾问。1983年离职休养。

## 荣誉
朝鲜民主主义人民共和国二级自由独立勋章，朝鲜民主主义人民共和国二级国旗勋章，中华人民共和国二级独立自由勋章，中华人民共和国二级解放勋章。1955年9月被授予大校军衔。